# Darqueze Dennard
(en) Statistiques sur pro-football-reference
Darqueze Dennard, né le 10 octobre 1991 à Dry Branch en Géorgie, est un joueur américain de football américain évoluant au poste de cornerback.

## Biographie

### Carrière universitaire
Il étudie à l'université d'État du Michigan et joue alors pour les Spartans de Michigan State. Il est le vainqueur du Jim Thorpe Award, remis au meilleur defensive back de la NCAA, en 2013.

### Carrière professionnelle
Il est sélectionné à la 24e place de la Draft 2014 par les Bengals de Cincinnati.

#### Saison 2014
À son année recrue, il participe à 14 matchs. Il cumule 14 tacles et un sack.